# Армейская улица (Киев)
Арме́йская улица (укр. Армійська вулиця) — улица в Голосеевском районе города Киева, местность Мышеловка. Пролегает от Весенней до Золотоношской улицы.
К Армейской улице примыкает Хуторской переулок.

## История
Армейская улица возникла в 30-е годы XX столетия. До 1944 года называлась 40-я Новая (укр. 40-а Нова).
По всей длине Армейская улица застроена малоэтажными частными домами. В средней части улица своей чётной стороной примыкает к Голосеевскому лесу.
В доме № 30/12 проживал Герой Советского Союза майор авиации Михаил Петрович Цисельский.